# 抗アンドロゲン剤
抗アンドロゲン剤(こうアンドロゲンざい、英語:Antiandrogen)とは、人体における男性ホルモン（アンドロゲン）のはたらきを抑制する薬物の総称である。抗男性ホルモン剤とも呼ばれる。
抗アンドロゲンの副作用は、抗アンドロゲンのタイプと特定の作用によって異なる。いずれにせよ、男性における抗アンドロゲンの一般的な副作用には、乳房の圧痛、乳房肥大、女性化、ほてり、性機能障害、不妊症、および骨粗鬆症が含まれる。女性においては、抗アンドロゲンの忍容性ははるかに高く、アンドロゲンを直接ブロックすることによってのみ機能する抗アンドロゲンは、最小限の副作用をもたらす。しかしながら、エストロゲンは体内のアンドロゲンから作られているため、アンドロゲン産生を抑制する抗アンドロゲンは、閉経前の女性にエストロゲンレベルの低下と、ホットフラッシュ（ほてりやのぼせなど）、月経不順、骨粗鬆症などの関連症状を引き起こす可能性がある。

## 作用・用途
男性ホルモンの生成を減少させ、性的興奮、性的空想、性的欲求不満などを軽減することが期待できる。
- 男性の性欲の減退
- 男性と女性の脱毛の抑制
- 多毛症の抑制
- 男性の前立腺癌の治療
- 男性の前立腺肥大症排尿障害の治療
- MtFの性同一性障害の治療
- パラフィリアの治療
- 男性型脱毛症の治療
- 思春期早発症の治療
- ニキビ
- 多嚢胞性卵巣症候群（PCOS）で発生するような高アンドロゲンレベルの治療

## 医療用途

### 男性

#### 前立腺癌
テストステロン、特にDHTのようなアンドロゲンは、前立腺がんの発症と進行に重要な役割を果たしている。それらは前立腺の成長因子として作用し、細胞分裂と組織成長を刺激する。それに応じて、アンドロゲン除去療法と総称される、前立腺のアンドロゲンシグナル伝達を低下させる治療法は、前立腺がんの経過を大幅に遅らせ、この疾患の男性の寿命を延ばすことができる。抗アンドロゲン剤は前立腺がんの進行を遅らせるのに効果的だが、一般的には治癒的ではなく、時間とともに病気が適応し、アンドロゲン遮断療法は最終的に効果がなくなってしまう。これが発生した場合、化学療法などの他の治療アプローチが検討される可能性がある。
前立腺がんの治療に現在採用されているアンドロゲン除去療法の最も一般的な方法は、去勢（GnRHモジュレーターまたは精巣摘除術による）、非ステロイド性抗アンドロゲン、およびアンドロゲン合成阻害剤である酢酸アビラテロンである。去勢は、単独で使用することも、他の2つの治療法のいずれかと組み合わせて使用することもできる。去勢がビカルタミドのような非ステロイド性抗アンドロゲンと組み合わされる場合、この戦略は複合アンドロゲン遮断（完全または最大アンドロゲン遮断としても知られる）と呼ばれる。エンザルタミド、アパルタミド、および酢酸アビラテロンは、去勢抵抗性前立腺がんを治療するために去勢と組み合わせて使用することが特に承認されている。非ステロイド系抗アンドロゲンビカルタミドによる単剤療法は、去勢の代替として、同等の有効性を有するが、異なる潜在的に有利な副作用プロファイルを伴う前立腺がんの治療にも使用される。
高用量のエストロゲンは、前立腺癌の治療に使用された最初の機能的な抗アンドロゲンであった。これは広く使用されていたが、安全性プロファイルが改善され、女性化の副作用が少ない新しい薬剤が支持され、この適応症のためにほとんど放棄された。酢酸シプロテロンは、高用量のエストロゲンに続いて開発され、前立腺がんの治療に広く使用されている唯一のステロイド系抗アンドロゲン剤だが、効果と安全性・認容性が大幅に向上した主に非ステロイド系抗アンドロゲンに置き換えられた。ビカルタミド、およびエンザルタミドは、現在ほとんど使用されていない以前の非ステロイド系抗アンドロゲンであるフルタミドおよびニルタミドに大きく取って代わった。初期のアンドロゲン合成阻害剤であるアミノグルテチミドとケトコナゾールは、毒性の懸念から前立腺がんの治療に限定的にしか使用されておらず、酢酸アビラテロンに置き換えられている。
前立腺がんの積極的な治療に加えて、抗アンドロゲン剤は、これまでに前立腺がんを発症するリスクを低減する予防（予防）として効果的である。抗アンドロゲンはこの目的のために限定的にしか評価されていないが、5α-レダクターゼ阻害剤であるフィナステリドとデュタステリド、およびステロイド性AR拮抗薬であるスピロノラクトンは前立腺がんのリスクを大幅に低下させている。さらに、長期間女性ホルモン療法を受けているトランスジェンダーの女性では、前立腺がんが非常にまれであることは注目に値する。

#### 前立腺肥大
5α-レダクターゼ阻害剤であるフィナステリドとデュタステリドは、良性の前立腺肥大症、つまり前立腺が肥大し、尿路閉塞と不快感を引き起こす状態の治療に使用される。 アンドロゲンは前立腺の成長因子として作用するため、これらは効果的である。抗アンドロゲン剤である酢酸クロルマジノンとオキセンドロン、および機能性抗アンドロゲン剤であるアリルエストレノールとカプロン酸ゲストノロンも、良性前立腺肥大症の治療薬として一部の国で承認されている。

#### 頭皮の脱毛
フィナステリド、デュタステリド、アルファトラジオールなどの5α-レダクターゼ阻害剤と局所非ステロイド性AR拮抗薬トピルタミド（フルリジル）は、頭皮脱毛症または禿頭症としても知られるパターン脱毛症の治療に承認されている。 この状態は一般的にアンドロゲンによって引き起こされるため、抗アンドロゲンはその進行を遅らせたり停止させたりする可能性がある。 5α-レダクターゼ阻害剤以外の全身性抗アンドロゲン剤は、女性化乳房（女性化乳房など）や性機能障害などのリスクがあるため、男性の頭皮脱毛の治療には一般的に使用されていない。しかし、それらはこの適応症に有効であると評価され、報告されている。

### 女性

#### 肌と髪の状態
抗アンドロゲン剤は、ニキビ、脂漏症、化膿性汗腺炎、多毛症、女性型脱毛症など、アンドロゲン依存性の皮膚や髪の状態の治療に使用される。これらの状態はすべてアンドロゲンに依存しており、このため、抗アンドロゲンはそれらの治療に効果的である。これらの適応症に最も一般的に使用される抗アンドロゲンは、酢酸シプロテロンとスピロノラクトンである。フルタミドもそのような用途のために広く研究されてきたが、肝毒性との関連性から支持されなくなっている。肝毒性のリスクが比較的低いビカルタミドは、多毛症の治療について評価されており、またフルタミドと同様に有効であることがわかっており、代わりとして使用することができる。AR拮抗薬に加えて、エチニルエストラジオールを含む経口避妊薬はこれらの症状の治療に効果的であり、AR拮抗薬と組み合わせることができる。

#### 高アンドロゲンレベル
アンドロゲン過剰症は、アンドロゲンレベルが過度に異常に高い状態のことをさす。PCOSの女性によく見られ、先天性副腎過形成などのインターセックス状態の女性にも発生する。アンドロゲン過剰症は、男性化、つまり、男性型の顔や体毛の成長（または多毛症）、声の深化、筋肉量と筋力の増加、肩の広がりなどの男性的な第二次性徴の発症に関連している。アンドロゲン過剰症では、アンドロゲン依存性の皮膚やニキビ、男性型脱毛症などの髪の状態も発生する可能性があり、無月経などの月経障害が一般的に見られる。抗アンドロゲン剤は、アンドロゲン過剰症の根本的な原因（PCOSなど）を治療することは出来ないが、その症状と影響を予防および逆転させることができる。アンドロゲン依存性の皮膚および髪の状態と同様に、女性のアンドロゲン過剰症の治療に最も一般的に使用される抗アンドロゲン剤は、酢酸シプロテロンとスピロノラクトンである。ビカルタミドのような他の抗アンドロゲンを代わりに使用することもできる。

#### トランスジェンダーホルモン療法
抗アンドロゲン剤は、ホルモン療法を受けており、性別適合手術または精巣摘除術を受けていないトランスジェンダーの女性の男性化を予防または逆転させ、女性化を促進するために使用される。 エストロゲンに加えて、この目的で使用されてきた主な抗アンドロゲンは、酢酸シプロテロン、スピロノラクトン、およびGnRHモジュレーターである。ビカルタミドのような非ステロイド系抗アンドロゲンもこの適応症に使用される。トランスジェンダーの女性での使用に加えて、抗アンドロゲン、主にGnRHモジュレーターは、トランスジェンダーの女子が十分に歳をとり、ホルモン療法を開始する準備ができるまでの間、思春期を防ぐための思春期抑制剤として使用される。

## 薬剤
前立腺肥大症に適応のある、薬価収載の抗アンドロゲン作用を有する薬剤
- クロルマジノン（プロスタール、エフミン、など）
- アリルエストレノール（英語版）(パーセリン、ベリアス、など)
- シプロテロンアセテート（英語版）（アンドロクール など）